# Diecezja Tulsy
Diecezja Tulsy (łac. Dioecesis Tulsensis, ang. Diocese of Tulsa) – diecezja Kościoła rzymskokatolickiego we wschodniej części stanu Oklahoma.

## Historia

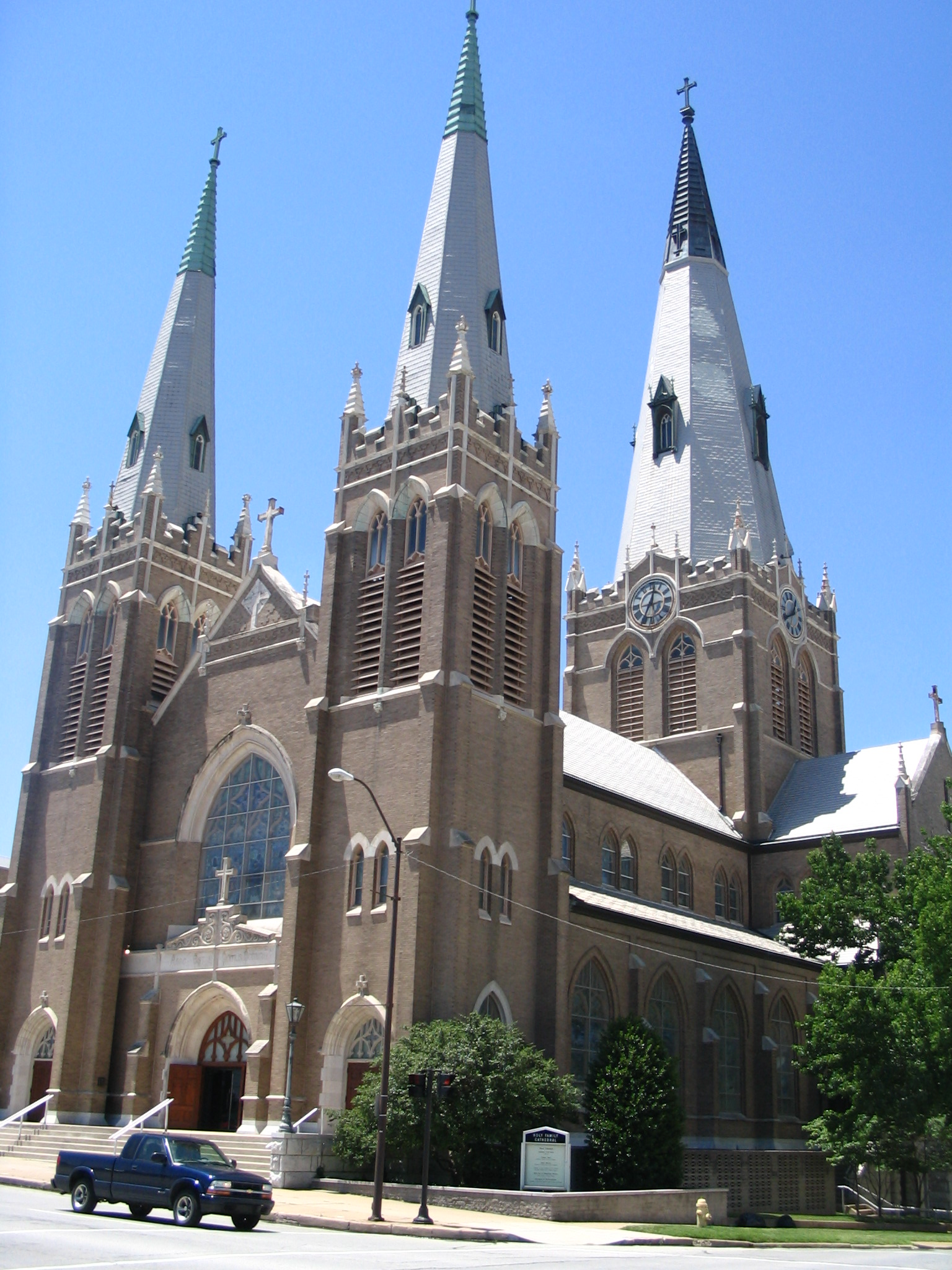
Katedra diecezjalna Świętej Rodziny

Diecezja została kanonicznie erygowana 13 grudnia 1972 roku przez papieża Pawła VI ze wschodnich terenów dotychczasowej diecezji Oklahoma City-Tulsa. Tego samego dnia diecezja Oklahoma City została podniesiona do rangi archidiecezji metropolitalnej. Pierwszym ordynariuszem został kapłan z diecezji diecezji Galveston Bernard James Ganter (1928-1993), który przeniesiony został po paru latach na biskupstwo Beaumont w Teksasie. 

## Ordynariusze
- Bernard James Ganter (1972-1977)
- Eusebius Beltran (1978-1992)
- Edward Slattery (1993-2016)
- David Konderla (od 2016)